# Cacá (ur. 1999)
Cacá, właśc. Carlos de Menezes Júnior (ur. 25 kwietnia 1999 w Visconde do Rio Branco) – brazylijski piłkarz występujący na pozycji środkowego obrońcy, od 2024 roku zawodnik Corinthians.